# Louis Kouakou-Habonouan
 (avril 2021).
La mise en forme du texte ne suit pas les recommandations de Wikipédia : il faut le « wikifier ».
Les points d'amélioration suivants sont les cas les plus fréquents. Le détail des points à revoir est peut-être précisé sur la page de discussion.
- Les titres sont pré-formatés par le logiciel. Ils ne sont ni en capitales, ni en gras.
- Le texte ne doit pas être écrit en capitales (les noms de famille non plus), ni en gras, ni en italique, ni en « petit »…
- Le gras n'est utilisé que pour surligner le titre de l'article dans l'introduction, une seule fois.
- L'italique est rarement utilisé : mots en langue étrangère, titres d'œuvres, noms de bateaux, etc.
- Les citations ne sont pas en italique mais en corps de texte normal. Elles sont entourées par des guillemets français : « et ».
- Les listes à puces sont à éviter, des paragraphes rédigés étant largement préférés. Les tableaux sont à réserver à la présentation de données structurées (résultats, etc.).
- Les appels de note de bas de page (petits chiffres en exposant, introduits par l'outil «  Source ») sont à placer entre la fin de phrase et le point final[comme ça].
- Les liens internes (vers d'autres articles de Wikipédia) sont à choisir avec parcimonie. Créez des liens vers des articles approfondissant le sujet. Les termes génériques sans rapport avec le sujet sont à éviter, ainsi que les répétitions de liens vers un même terme.
- Les liens externes sont à placer uniquement dans une section « Liens externes », à la fin de l'article. Ces liens sont à choisir avec parcimonie suivant les règles définies. Si un lien sert de source à l'article, son insertion dans le texte est à faire par les notes de bas de page.
- La présentation des références doit suivre les conventions bibliographiques. Il est recommandé d'utiliser les modèles {{Ouvrage}}, {{Chapitre}}, {{Article}}, {{Lien web}} et/ou {{Bibliographie}}. Le mode d'édition visuel peut mettre en forme automatiquement les références.
- Insérer une infobox (cadre d'informations à droite) n'est pas obligatoire pour parachever la mise en page.

Pour une aide détaillée, merci de consulter Aide:Wikification.
Si vous pensez que ces points ont été résolus, vous pouvez retirer ce bandeau et améliorer la mise en forme d'un autre article.
 (janvier 2022).
Pour les articles homonymes, voir Kouakou.
Louis Kouakou-Habonouan, né le 30 décembre 1975 à Brobo, dans le département de Bouaké au centre de la Côte d'Ivoire, est un homme public et politique ivoirien. Député de 2011 à 2016, depuis septembre 2018, il occupe le poste de président du conseil d’administration de l’Office national de l’eau potable (ONEP).

## Biographie
Louis Kouakou-Habonouan a grandi au sein d’une famille chrétienne de la classe moyenne.[réf. nécessaire]
Louis Kouakou-Habonouan est marié et père de deux enfants.

## Formation
Il intègre, dès la fin du lycée, l’Institut national polytechnique Félix Houphouët-Boigny de Yamoussoukro.
Après l’obtention du Baccalauréat série D, Louis Habonouan passe par les années préparatoires de l’École Supérieure d’Agronomie (ESA) à l’Institut national polytechnique Félix Houphouët Boigny (INP-HB) de Yamoussoukro.
Louis Kouakou-Habonouan est titulaire d’un master de droit, Économie, gestion mention management et administration des entreprises à l’Institut d'administration des entreprises (IAE) de l'Université Côte-d'Azur en France. Il est également titulaire d’un master en science de développement et management stratégique des ressources humaines à l’Institut de préparation à l’administration et à la gestion de l'IPAG Business School à Nice en France.

## Carrière
Président du conseil d’administration de l’Office National de l'Eau Potable (ONEP) depuis septembre 2018, il est administrateur civil de profession, administrateur certifié de sociétés de l’espace de l’Union économique et monétaire ouest-africaine. Il est aussi administrateur certifié de sociétés publiques.

## Vie politique
Il est député à l’Assemblée nationale de Côte d’Ivoire de décembre 2011 à décembre 2016, et membre de la Commission des Affaires générales et institutionnelles (CAGI).
À partir de 2013, il est conseiller de la région de Gbêkê[source secondaire souhaitée].
Membre fondateur du Rassemblement des houphouëtistes pour la démocratie et la paix (RHDP), il fait partie du conseil politique, du bureau politique et du conseil national du RHDP. Il occupe le poste de directeur exécutif adjoint du RHDP chargé des relations avec les autorités traditionnelles.
Il a aussi été membre du bureau politique et du grand conseil du Parti démocratique de Côte d'Ivoire (PDCI-RDA) et secrétaire exécutif du PDCI-RDA chargé des relations avec la chefferie traditionnelle et les communautés[réf. nécessaire][Depuis quand ?][Jusqu'à quand ?].
En 2019, Louis Kouakou- Habonouan est nommé par Alassane Ouattara membre du conseil politique du RHDP où il assure les responsabilités de coordonnateur régional associé et superviseur du département de Bouaké, dans la région de Gbêkê.
Aux côtés du ministre ivoirien Kobenan Kouassi Adjoumani, il est vice-président national chargé du grand centre dans le mouvement politique nommé "Sur les traces d'Houphouet Boigny".
Pour les élections législatives de 2021 sa candidature est réclamée par des militants RHDP de Bouaké.
Il est élu maire de la ville de Brobo depuis le 2 septembre 2023.

## Distinction
- Prix de l’efficacité du conseil d’administration lors de la 2e édition du prix d’excellence de la gouvernance et de la performance des entreprises publiques, organisée par le ministère du Budget et du Portefeuille de l’État, via la Direction générale du Portefeuille de l’État[9].